# 粕谷奈美
粕谷 奈美（かすや なみ、1988年5月1日 - ）は、日本のモデル、俳優。芸能事務所エーライツ所属。

## 来歴
1988年生まれ、静岡県出身。静岡県立藤枝東高等学校を経て、静岡県立大学の国際関係学部を卒業した。また、オハイオ州立大学への留学経験も持つ。学位は学士。
ミス・アース・ジャパンのファイナリストとなった。芸能事務所エーライツに所属する。

## 人物
特技は12年続けたバレーボールや、英語、スペイン語、中国語といった語学である。趣味はスポーツ観戦、料理、読書などである。アスリートフードマイスター、幼児食アドバイザー等の資格を持つ。

## 家族・親族
姉が1人いる。

## 出演

### 映画
- 精霊夜曲 芳子役　(2012年)
- 俺はまだ本気出してないだけ (2013年)

### ドラマ
- TOKYOエアポート〜東京空港管制保安部〜  (2012年) （フジテレビ、演出：西坂瑞城）
- 黒い報告書 女と男の事件ファイルIII「誤解」第六の報告書「便利な女」 (2013年) （BSジャパン、演出：望月六郎）
- リーガル・ハイ2（2013年10月-12月、フジテレビ）
- 衝撃ゴウライガン!!（2013年10月 - 12月、テレビ東京） - ショウ 役[3]
- 牙狼-GARO- -魔戒ノ花- 第3話（2014年4月、テレビ東京） - ミカコ 役
- 相棒season14（2015年10月-テレビ朝日）第4話 受付嬢
- ゆるい（2016年7月 - 9月）- 第1～12話マメキャラのスーツアクター[4]
- ごめん、愛してる（2017年7月-9月、TBS）-第5話
- きみが心に棲みついた（2017年1月-3月、TBS）-レギュラー
- Smorking（2018年4月-6月、テレビ東京）-第10話

### バラエティー
- 解禁!暴露ナイト　レギュラー　(2013年) （テレビ東京）

### CM
- 資生堂MAQuillAGE
- キャタラー
- 東ハトハーベスト
- SoftBank
- グリコプリッツ
- ホームスタークラシック

### イメージガール
- CAPCOM「ストリートファイター×鉄拳」 ミス春麗 (2012年)
- マクロミルマーケティングガール (2012年)
- ミス・アース・ジャパン　ファイナリスト (2011年)
- peach aviation ひがし北海道編

### MV
- SOLIDEMO「もう会えないけど、平気ですか？〜our days〜」

### 雑誌
- 『CAR トップ』（交通タイムズ社）11 月号（2013年 10/26 発売） 表紙
- 月刊『ハイパーホビー』（徳間書店）12 月号（2013年 11/1 発売）
- 『ヤングアニマル』（白泉社）23 号（2013年 11/22 発売）
- 週刊『アサヒ芸能』（徳間書店） （2013年 12/3 発売） 表紙
- 『モトチャンプ』（三栄書房）（2013年 12/6 発売） 表紙
- 『FUNRiDE』（アールビーズ）2 月号（2013年 12/20 発売） 表紙
- 『Primary』vol.17（イージーパブリッシング） （2013年 12/24 発売）
- 『バイキチ』（イージーパブリッシング） （2013年 12/24 発売）
- 月刊『カメラマン』（モーターマガジン社）2 月号（2014年 1/20 発売）
- 『SOFTDARTS BIBLE』（三栄書房）2 月号（2014年 1/27 発売）

### 舞台
- WILD HALF〜奇跡の確率〜（2014年1月） - 毬愛 役

### その他
- 東京モーターショー2011 GOODYEARブースMC
- 2013年GOODYEARカレンダー